# Кутред (король Уэссекса)
Кутред (англ. Cuthred; умер в 756) — король Уэссекса (740—756).

## Биография
Кутред унаследовал престол Уэссекса после смерти своего родственника (возможно, брата) Этеларда в 740 году. Он неоднократно воевал с Мерсией, находившейся в то время в зените своего могущества, но, похоже, так и не смог избавиться от зависимости. Во всяком случае, в 743 году он сражался с валлийцами как вассал мерсийского короля Этельбальда.
Правление Кутреда проходило в смутах и мятежах. В 748 году против него поднял мятеж уэссекский этелинг Кинрик (возможно, сын Кутреда), а в 750 году элдормен Этельгун. Оба восстания были жестоко подавлены. В 752 году Кутреду удалось разбить Этельбальда Мерсийского около Берфорда и скинуть мерсийское иго. Вскоре после этого успеха Кутред умер.